# Arc Developments
Arc Developments era un team di sviluppo videogiochi multipiattaforma, attivo da metà anni '80 fino a metà anni '90. L'azienda venne chiusa nel 1998. Il loro primario lavoro era convertire videogiochi da una piattaforma all'altra e da Coin-op con risultati quasi sempre ottimali. Da ricordare soprattutto le conversioni di Dragon Breed, R-Type II e Pang. Cooperavano soprattutto con Irem e Activision.  Tutti i fondatori si sono poi impegnati in altre aziende di sviluppo videogiochi.

## Giochi sviluppati
- 4-4-2 Soccer
- The Addams Family
- Arch Rivals
- Armalyte: The Final Run
- Beavers
- Crack Down
- Dragon Breed
- The Dream Team
- Forgotten Worlds
- Hurricanes
- Johnny Bazookatone
- Liverpool: The Computer Game
- M.C. Kids
- Nick Faldo's Championship Golf
- Onslaught
- Pang
- Predator 2
- R-Type II
- Robozone
- Shadow Sorcerer
- The Simpsons: Bart vs. the Space Mutants
- The Simpsons: Bart vs. the World
- Track Attack
- World Cup Golf: Hyatt Dorado Beach
- World Masters Golf
- WWF European Rampage